# Низовье Святого Лаврентия
Низовье Святого Лаврентия (фр. Bas-Saint-Laurent) — административный регион Квебека, расположенный на южном берегу нижнего течения реки Святого Лаврентия. Состоит из 8 региональных муниципалитетов графства и 114 муниципалитетов. С запада на восток административного региона проходят горы Нотр-Дам, северный хребет Аппалачей, образующие две долины — долина Матапедия и долина населённого пункта Темискуата.
На территории традиционно развиты земледелие и лесоводство — низовье Святого Лаврентия было заселено индейцами с Плейстоцена. Европейская колонизация региона началась с помещичьей системой Новой Франции в конце XVII века, однако на протяжении двух столетий регион развивался медленно, пока не началось активное использование смешанного леса.

## Комментарии
1. ↑  «&28. Различительные определения: bas — нижний ... и т. п. ... переводятся в ... , образованиях от традиционных названий рек»[1]